# Simsenlilien
Die Simsenlilien (Tofieldia) sind eine Gattung der Simsenliliengewächse (Tofieldiaceae). Die etwa zwölf Arten gedeihen in den gemäßigten Gebieten der Nordhalbkugel.

## Beschreibung
Die Simsenlilien sind ausdauernde krautige Pflanzen mit einem Wurzelstock. Ihre zweizeilig angeordneten Laubblätter sind schmal schwertförmig und reitend, wie bei den Schwertlilien (Iris).
Die Blüten stehen am Stängel endständig in ährigen, traubigen, seltener rispigen Blütenständen zusammen. Sie sind gestielt oder fast sitzend. Die zwittrigen Blüten sind dreizählig. Die sechs haltenbaren Blütenhüllblätter sind an ihrer Basis verwachsen. Die sechs Staubblätter besitzen kahle Staubfäden. Der drei Fruchtblätter sind unten zu einem eiförmigen Fruchtknoten verwachsen und oben frei; sie enden in drei kurzen, bleibenden Griffeln. Die kugeligen bis ellipsoidischen Kapselfrüchte öffnen sich bei Reife mit Nähten. Die zahlreichen Samen sind klein.

## Systematik
Die Gattung Tofieldia wurde 1778 durch William Hudson in seiner Flora Anglica, 2. Auflage, Seite 157 (175) aufgestellt. Synonyme für Tofieldia Huds. sind: Isidrogalvia Ruiz & Pav. nom. superfl., Cymba Dulac nom. superfl., Asphodeliris Möhring ex Kuntze nom. superfl., Narthecium Gérard nom. rej., Heriteria Schrank, Hebelia C.C.Gmel., Conradia Raf., Leptilix Raf.
Die erste Art aus dieser Gattung wurde von Carl von Linné 1753 in seinem Werk Species Plantarum, Band 1, Seite 311 unter dem Namen (Basionym) Anthericum calyculatum veröffentlicht. Da Hudson diese Art bei der Veröffentlichung der Gattung Tofieldia erwähnt, ist dies die Typusart der Gattung Tofieldia.
In Großbritannien – das Gebiet der Flora Anglica von Hudson – kommt nur eine Art der Gattung Tofieldia vor, sie trägt heute den Namen Tofieldia pusilla. Sie wurde zuerst 1803 von André Michaux unter dem Basionym Narthecium pusillum erstveröffentlicht und wurde 1805 durch Christian Hendrik Persoon in die Gattung Tofieldia gestellt. Erst Göran Wahlenberg stellte in seiner Flora Lapponica 1812 formal die Tofieldia calyculata in diese neue Gattung Tofieldia. In dieser Zeit, als es noch keine strengen Nomenklaturregeln gab, bildete Hudson neu für seine neue Gattung den Namen Tofieldia palustris, obwohl er besser den Namen Tofiedia calyculata gewählt hätte. Tofiedia palustris ist also ein überflüssiger und illegitimer Name. Im Jahr 1806 bildete auch Karl Christian Gmelin für die Tofieldia calyculata einen ganz ähnlich überflüssigen Namen, Hebelia allemannica (in Flora Badensis-Alsatica, Band 2, Seite 117), weil er seinem Freund Johann Peter Hebel, dem Dichter und Verehrer des alemannischen Dialekts, diese Art widmen wollte, auch dieser Name ist nicht regelgerecht.

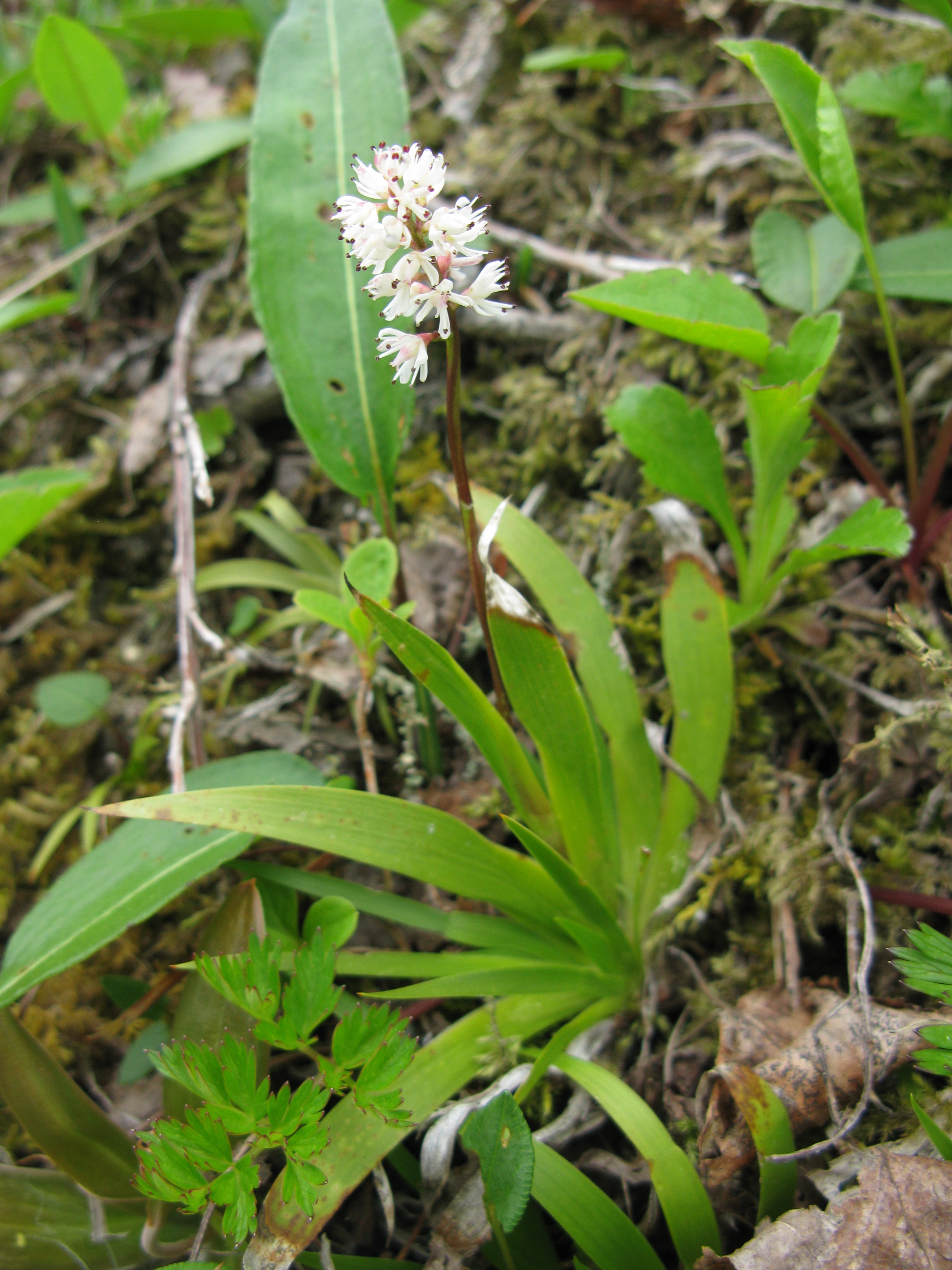
Tofieldia coccinea in Japan

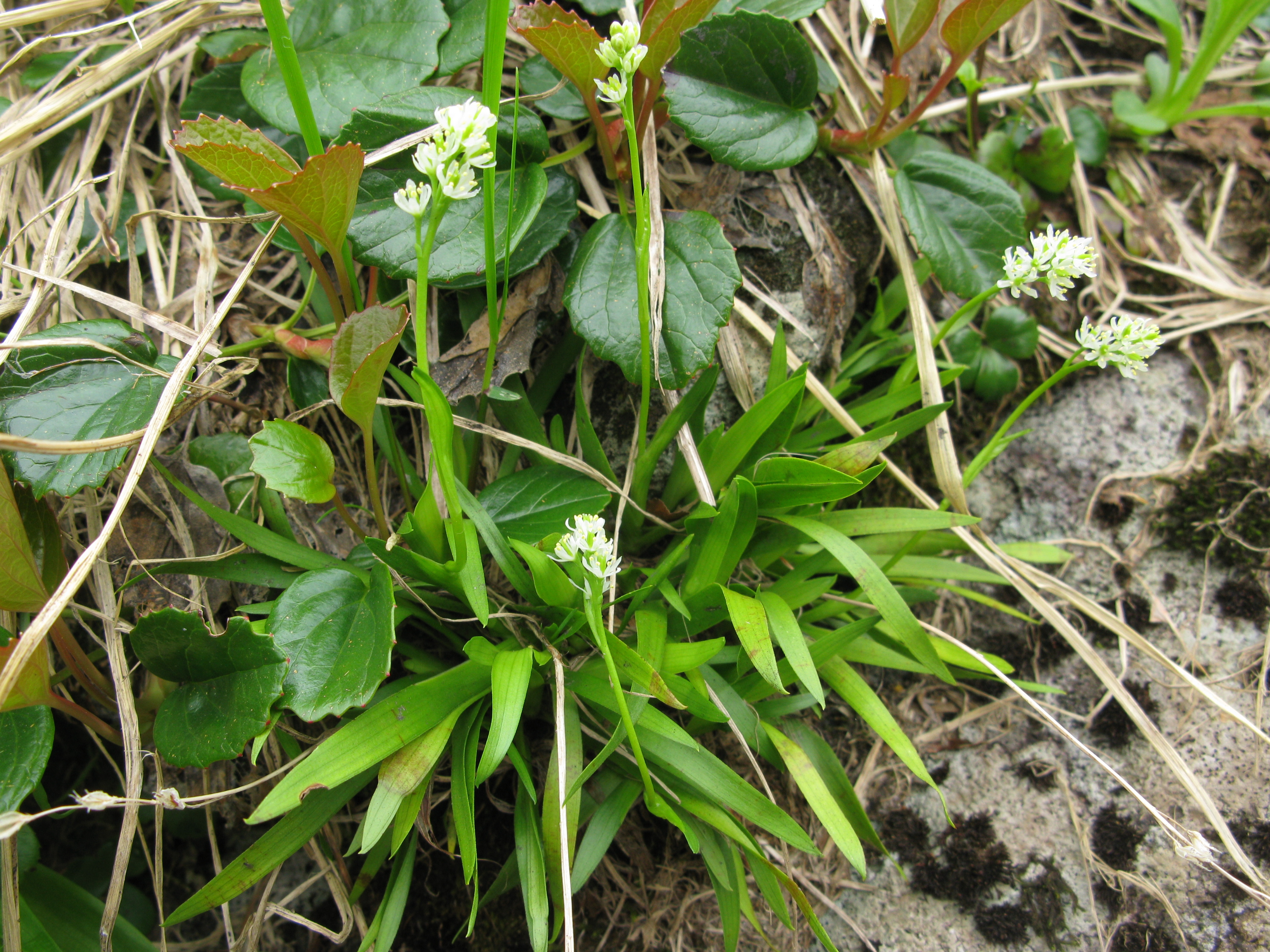
Tofieldia okuboi in Japan

Die Gattung Tofieldia umfasst etwa zwölf Arten:
- Gewöhnliche Simsenlilie  (Tofieldia calyculata (L.) Wahlenb.): Sie ist in Europa von Schweden bis zu den Pyrenäen und zur Ukraine verbreitet.[1]
- Tofieldia cernua Sm.: Sie von Sibirien bis Russlands Fernem Osten verbreitet.[1]
- Tofieldia coccinea Richardson: Sie ist mit zwei Unterarten und sieben Varietäten von Sibirien bis Japan und Korea, den Aleuten und Kanada verbreitet.[4][1]
- Tofieldia divergens Bureau & Franch.: Sie gedeiht in Höhenlagen von 1000 bis 4300 Metern in den chinesischen Provinzen westliches Guizhou, südwestliches Sichuan sowie Yunnan.[4][1]
- Tofieldia furusei (Hiyama) M.N.Tamura & Fuse: Sie kommt nur auf der japanischen Insel Honshu vor.[1]
- Tofieldia glabra Nutt.: Sie kommt in den US-Bundesstaaten North Carolina und South Carolina vor.[1]
- Tofieldia himalaica Baker: Sie ist zentralen und östlichen Himalaja verbreitet.[1]
- Tofieldia nuda Maxim.: Sie kommt auf den japanischen Inseln Honshu sowie Kyushu vor.[1]
- Tofieldia okuboi Makino: Sie ist in Japan und auf den Kurilen verbreitet.[1]
- Kleine Simsenlilie (Tofieldia pusilla (Michx.) Pers.): Sie ist auf der Nordhalbkugel weitverbreitet.[1]
- Tofieldia thibetica Franch.: Sie gedeiht in Höhenlagen von 700 bis 2300 Metern in den chinesischen Provinzen Guizhou, Sichuan sowie nordöstliches Yunnan.[4][1]
- Tofieldia yoshiiana Makino: Sie ist in drei Varietäten in Korea und im südlichen Japan verbreitet.[1]

- Die Naturhybride Tofieldia ×hybrida A.Kern. ex Asch. & Graebn. aus Tofieldia calyculata × Tofieldia pusilla kommt in den Alpen in Österreich und Italien vor.[1]

## Namenserklärung
Hudson nannte die Gattung Tofieldia zu Ehren von Thomas Tofield (1730–1779), einem englischen Wasserbauingenieur und Botaniker. Dieser arbeitete 1765–1777 an der Trockenlegung von Marsch- und Sumpfgebieten und lernte dadurch die Flora solcher Biotope kennen.